# Sociedade Brasileira de Estudos Interdisciplinares da Comunicação
Sociedade Brasileira de Estudos Interdisciplinares da Comunicação, mais conhecida como Intercom, é uma organização de pesquisa sem fins lucrativos, surgida em 1977 na cidade de São Paulo.
Participante da rede nacional de sociedades científicas capitaneada pela Sociedade Brasileira para o Progresso da Ciência, fomenta estudos e pesquisas na área da comunicação social no Brasil. Também é responsável pelo Congresso Brasileiro de Ciências da Comunicação, maior evento do gênero na América Latina, que reúne anualmente pesquisadores nas cinco regiões do Brasil e também promove o prêmio Expocom.